# Mala Dobranja
Dobrajë e Vogël en albanais et Mala Dobranja en serbe latin (en serbe cyrillique : Мала Добрања) est une localité du Kosovo située dans la commune/municipalité de Lipjan/Lipljan, district de Pristina (Kosovo) ou district de Kosovo (Serbie). Selon le recensement kosovar de 2011, elle compte 215 habitants.

## Démographie

### Évolution historique de la population dans la localité
| 1948 | 1953 | 1961 | 1971 | 1981 | 1991 | 2011 |
| ---- | ---- | ---- | ---- | ---- | ---- | ---- |
| 229  | 266  | 338  | 410  | 451  | 565  | 215  |

|  |

### Répartition de la population par nationalités (2011)
En 2011, les Albanais représentaient 81,86 % de la population, les Roms 10,70 % et les Ashkalis 6,05 %.